# 山田展裕
山田 展裕（やまだ のぶひろ、1950年3月5日 - ）は、熊本県出身の元騎手。

## 来歴
1972年3月に東京・上村大治郎厩舎からデビューし、同4日の中山第2競走4歳新馬・オロールターフ（15頭中9着）で初騎乗を果たす。5月7日の東京第2競走4歳未勝利・キクエイトで初勝利、10月1日の中山第3競走障害4歳以上未勝利・クレバーミナドで障害初勝利を挙げ、1年目の同年は5勝をマーク。
2年目の1973年には9月15日の函館第6競走4歳以上オープンでメジロムサシに騎乗して2着に入り、11月24日の東京第1競走3歳未勝利をカブラヤオー・ミスカブラヤ兄妹の姉カブラヤヒメで勝利し、天皇賞（秋）当日の翌25日には天皇賞の前の第8競走4歳以上500万下・タマノシマで勝利して初の1日2勝を記録。12月2日の中山第4競走3歳新馬ではトヨイワイでフジノパーシアの2着に入り、同馬では有馬記念当日の同16日の第3競走3歳新馬を勝利。
3年目の1974年には大久保末吉厩舎に移籍し、東京障害特別（秋）・ヒロサンダーで重賞初勝利を挙げ、初の2桁勝利で自己最多の16勝をマーク。
1975年にはメジロナゴヤで東京障害特別（秋）を連覇するが最後の重賞勝利となり、同馬では中山大障害（秋）でグランドマーチス・バローネターフに次ぐ3着に入った。平地のオールカマーでは11頭中11番人気のメジロナガサキでイチフジイサミ・ナスノチグサ・イナボレス・スガノホマレに先着する3着に入り、2年連続で最後の2桁勝利となる16勝をマーク。
1977年には後に有珠山噴火で経営危機に陥ったメジロ牧場を存亡の危機から救ったメジロアシガラで2勝し、1979年のダイヤモンドステークスではトウフクセダンで後に同年の春秋天皇賞を制するスリージャイアンツ・カシュウチカラに次ぐ3着に入った。
1981年からはフリーとなったが、1984年10月28日の福島第1競走3歳新馬・サンシャインダイナが最後の勝利となり、1985年2月10日の東京第5競走障害5歳以上オープン・エプソムヒーロー（競走中止）を最後に現役を引退。

## 騎手成績
| 通算成績 | 1着 | 2着 | 3着 | 4着以下 | 出走回数 | 勝率 | 連対率 |
| -------- | --- | --- | --- | ------- | -------- | ---- | ------ |
| 平地     | 49  | 49  | 70  | 530     | 698      | .070 | .140   |
| 障害     | 39  | 32  | 42  | 128     | 241      | .162 | .295   |
| 計       | 88  | 81  | 112 | 658     | 939      | .094 | .180   |

主な騎乗馬
- ヒロサンダー（1974年東京障害特別 (秋)）
- メジロナゴヤ（1975年東京障害特別 (秋)）